# Meyrem Almaci
Meyrem Almaci (Sint-Niklaas, 25 febbraio 1976) è una politica belga di origine turca, membro del partito ecologico Groen. Il 10 giugno 2007 è stata eletta per la prima volta nella Camera dei rappresentanti belga. Nel 2010 è stata rieletta. Dal 2014 è anche presidente di Groen. È la leader di Groen nella Camera dei rappresentanti belga.

## Formazione
Almaci ha conseguito un master's degree in scienze culturali comparate presso l'Università di Gand. Nel 2000, ha fondato la sezione di Agalev, a Sint-Gillis-Waas, ed è diventata consigliera nello stesso anno. Ha lavorato come ricercatrice scientifica in progetti di ricerca presso la Vrije Universiteit Brussel e la Katholieke Universiteit Leuven a partire dal 2002 a proposito delle scelte di studio e dello studio del successo degli immigrati negli studi superiori. Nel 2006, si è trasferita a Berchem, un distretto di Anversa, dove è diventata consigliera distrettuale. Il 15 novembre 2014 è diventata presidente del partito.

## Vita privata
Almaci è nata da una famiglia di immigrati turchi provenienti da Kozluçay a Yalvaç, provincia di Isparta. Ha avuto 10 fratelli, due dei quali sono morti giovani. Ha doppia cittadinanza turco-belga ed è sposata con due figli.